# Procretevania pristina
Procretevania pristina är en stekelart som beskrevs av Zhang 2000. Procretevania pristina ingår i släktet Procretevania och familjen hungersteklar. Inga underarter finns listade i Catalogue of Life.